# Afranthidium bispinosum
Afranthidium bispinosum är en biart som beskrevs av Pasteels 1984. Afranthidium bispinosum ingår i släktet Afranthidium och familjen buksamlarbin. Inga underarter finns listade i Catalogue of Life.